# Rattus sordidus
Rattus sordidus — один з видів гризунів роду пацюків (Rattus).

## Поширення
Цей вид присутній в Австралії та на острові Нова Гвінея (Індонезія та Папуа Нова Гвінея). Зустрічається від рівня моря до 670 м. Він знаходиться на очеретяних полях, тропічних луках, саванах, рідколіссях і трав'янистих галявинах у вологих тропічних лісах.

## Морфологія
Гризуни середнього розміру, завдовжки 125—198 мм, хвіст — 100—167 мм, стопа — 27 — 37 мм, вуха — 16 — 22 мм, вагою до 250 г.

## Зовнішній вигляд
Хутро шорстке і тернисте. Забарвлення верхніх частин тіла змінюється від темно-золотисто-коричневого до чорнуватого, кінчики волосків іноді жовтуваті, тоді як нижні частини гризуна світло-сірі. Задня частина ніг білувата, волоски світло-коричневі. Хвіст коротший, ніж голова і тіло, рівномірно темно-сірий або чорнуватий і покритий 11 кільцями лусочок на сантиметр. Самки мають 5-6 пар грудей. Каріотип 2n = 32 FN = 60.

## Звички
Це наземний і нічний вид. Живе групами в системах тунелів і нір. Живиться стеблами трави, насінням та комахами. Розмножується упродовж усього року, з піками між березнем і травнем. Самки народжують 5-9 дитинчат одночасно. 

## Загрози та охорона
Немає серйозних загроз для цього виду. Присутній у багатьох природоохоронних територіях.